# Burda-Staffel
Die Burda-Staffel war eine aus drei Piper PA-18 Super Cub bestehende deutsche Kunstflugstaffel.

## Gründung
Anders als die aus Strahlflugzeugen oder Turboprops bestehenden militärischen und zivilen Formationen zeigte die Burda-Staffel mit ihren relativ gemütlichen Piper Cub neben Präzisions-Verbandsflug vor allem fliegerischen Klamauk: Luftzirkus mit farbigen Rauchpatronen, Luftballon-Rammen, Bannerschlepp, Segelflugzeugschlepp und Luftzirkus. Sie traten bei weit über 600 Flugtagen in Deutschland auf.
Zum ersten Mal flogen die drei Cubs mit ihren Bannern im Mai 1955 über Offenburg. Die Idee zu einer Staffel stammte von dem Hamburger Buchhändler Claus Kühl, der den Verleger Franz Burda überzeugte. Burda hatte zwar selbst keinen Flugschein, aber immer ein offenes Ohr für die Fliegerei – und er erkannte den enormen Werbeeffekt einer solchen Staffel für sein Offenburger Verlagshaus. Unter der Woche zogen die Piloten – an Rumpf und auf den Tragflächen war in großen Versalien „BURDA“ lackiert – Banner durch den Himmel über Großstädten oder Urlaubsgebieten, etwa mit dem Text „Lest Bild und Funk“, und an Wochenenden traten sie bei Flugtagen auf.

## Auftritte und Wirkung
In den 1960er Jahren dürfte es kaum einen Flugtag ohne den Auftritt der Burda-Staffel gegeben haben. Unvergessen sind die Clownerien des Staffelchefs Gerhard Maier: In der Verkleidung als „Rebbäuerle von Durbach-Gebirg“, als „Fliegender Professor“ oder als „Luftverhinderungsinspektor“ erklomm er vor den Augen der Zuschauer scheinbar widerrechtlich eine der abgestellten Maschinen – zum (gespielten) Entsetzen des Flughafensprechers –, ließ den Motor der Piper an, startete scheinbar recht ungeschickt und legte ein Flugprogramm hin, das Quax dem Bruchpiloten zu Ruhm gereicht hätte – einschließlich Motorstillstand und gespielter Anfängerlandung. Hinzu kamen öffentlichkeitswirksame Einsätze der Staffel, etwa Landungen auf dem zugefrorenen Titisee, Landungen mit Schwimmern auf dem Wattenmeer oder mit Kufen auf dem Zugspitzplateau. Dazu Siege bei bedeutenden Wettbewerben wie dem Deutschlandflug oder dem Europaflug, die immer wieder für positives Presse-Echo sorgten.
Die Mannschaft bestand aus gut einem Dutzend Piloten. Den Anfang machten 1955 Claus Kühl als Staffelkapitän, Gerhard Maier, Erwin Rohm und Joachim Illenberger. 1958 rückte Gerhard Maier zum Staffelkapitän auf, hinzu kamen im Laufe der Jahre die Flieger Erwin Rohm, Emil Schmelzinger, Heinrich (Heinz) Schönefeld, Wolfgang Widow, Helmut Auer, Kurt Dombacher, Helmut Gebenus, Ingomar Lindner, Willi Buss, Paul König und Hansjörg Streifeneder.

## Auflösung
Aufgelöst wurde die Staffel zum 31. Juli 1973. Bis dahin hatten die Piloten 41.000 Flugstunden und rechnerisch sechs Millionen Kilometer zurückgelegt, waren bei über 600 Flugtagen aufgetreten. Der Grund für Burda, die Staffel aufzulösen, waren steigende Spritpreise und ein zunehmend kritischeres Umweltbewusstsein.
Die Piloten zerstreuten sich in alle Richtungen. Die meisten von ihnen heuerten bei Luftverkehrsgesellschaften an und steuerten fortan Jets und Turboprops, Hansjörg Streifeneder stieg bei der Firma Glasflügel ein, nur Gerhard Maier blieb beim Burda-Verlag und flog die zweimotorige Werksmaschine mit dem Kennzeichen D-IBUR, die vor allem zwischen dem Verlagsstandort München und dem Druckereistandort Offenburg pendelte und neben Passagieren zumeist eilige Bilder und Lithofilme transportierte.

### Unfälle
Vorkommnisse gab es nur wenige: Eine folgenlose Notlandung auf einem Feld in Kempten, weil eine Benzinleitung zugefroren war. Eine missglückte Landung im Tiefschnee auf dem Piz Buin endete mit einem Kopfstand der Maschine, der glimpflich endete.

### Die neue Burda-Staffel
Hansjörg Streifeneder, einer der früheren Staffelpiloten, hat mittlerweile in Anlehnung an die Burda-Staffel einen Luftzirkus mit drei Super-Cubs aufgebaut, die er „Bravo-Lima-Formation“ nennt. Die Staffel bietet in der Tradition der Burda-Staffel ein ähnliches Programm wie das Vorbild. Sie fliegt die gleichen Flugzeugtypen, lediglich auf die blaue Lackierung mit dem Schriftzug Burda wird verzichtet. Die Pipers fliegen in der Originalfarbe aller Piper Cubs: einem Gelb mit stark orangem Einschlag, was an das Gefieder eines Kükens – englisch cub – erinnert.